# Forța lucrului judecat
În drept, forța lucrului judecat este un principiu de drept ce descrie forța executorie a unei hotărâri judecătorești într-un proces, rămasă definitivă odată nu nerecurgerea la apel sau la o altă formă de atacare a deciziei instanței de judecată. Cu alte cuvinte, hotărârea capătă forță de lucru judecat la momentul rămânerii definitive a acesteia. 
Principiul forței lucrului judecat nu poate fi confundat cu cel al autorității lucrului judecat, care impune interzicerea de a reintorduce aceași cauză la judecată.